# Conflitto femoro-acetabolare
Il conflitto femoro-acetabolare è  una patologia osteoarticolare, riconosciuta da non molti anni, nella quale la testa del femore non ha più il regolare spazio all'interno dell'acetabolo per il movimento.
In seguito a questa alterazione si verifica un vero e proprio urto, nel movimento, tra la cartilagine della testa del femore e l'acetabolo.
La patologia si può sospettare dalla limitazione del movimento dell'anca in flessione, abduzione ed intrarotazione; dà dolori anche forti all'inguine e nella zona del gluteo e della natica, che possono essere accompagnati anche da sensazione di bruciore.
Se non si interviene il problema potrebbe degenerare in artrosi grave per cui potrebbe essere necessario nel tempo un impianto di protesi.
La terapia è chirurgica, rappresentata da un'operazione di osteotomia (per riportare gli spazi nell'articolazione a livello normale) che può essere fatta sia a cielo aperto che in artroscopia ma è subordinata ad una valutazione dello stato delle cartilagini.